# Schweizer Parlamentswahlen 1890/Resultate Nationalratswahlen

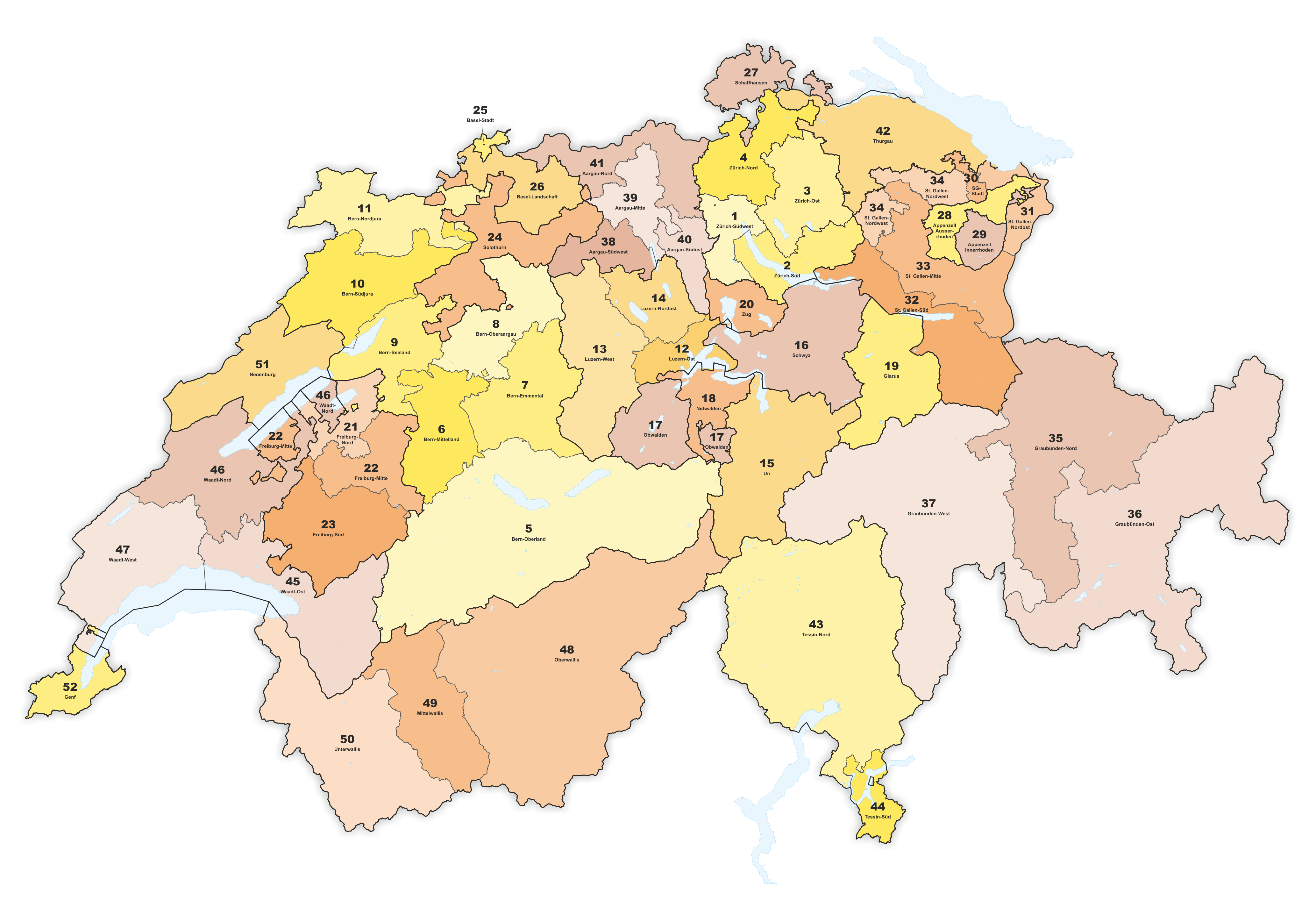
Nationalratswahlkreise von 1890 bis 1902

Die Nationalratswahlen der 15. Legislaturperiode fanden am 26. Oktober 1890 statt. Neu zu besetzen waren 147 Sitze im schweizerischen Nationalrat (2 mehr als zuvor). Auf dieser Seite findet sich eine Übersicht über die detaillierten Resultate in den Kantonen.

## Erklärungen
Wie bei allen Wahlen vor der Einführung des heute üblichen Proporzwahlrechts im Jahr 1919 gelangte das Majorzwahlrecht zur Anwendung. Das Land war zu diesem Zweck in 52 unterschiedlich grosse Nationalratswahlkreise unterteilt, in denen ein bis sechs Sitze zu vergeben waren. Angewendet wurde die so genannte romanische Mehrheitswahl, bei der ein Kandidat die absolute Mehrheit der abgegebenen Stimmen benötigte, um gewählt zu werden. Jeder Wähler hatte so viele Stimmen, wie Sitze zu vergeben waren. In einzelnen Wahlkreisen waren bis zu drei Wahlgänge notwendig.
- Wahlkreis: Die Wahlkreise waren fortlaufend nummeriert, geordnet nach der Reihenfolge der Kantone in der schweizerischen Bundesverfassung. Aufgrund der wechselnden Anzahl Wahlkreise im Laufe der Jahre erhielten manche mehrmals eine neue Nummer. Deshalb besitzen die weiterführenden Artikel ein Lemma mit einer inoffiziellen geographischen Bezeichnung.
- Gewählte Kandidaten sind fett markiert, nicht gewählte Kandidaten sind kursiv markiert

## Parteien
Eine Zuordnung von Kandidaten zu Parteien und politischen Gruppierungen ist (mit Ausnahme der Sozialdemokraten) nur bedingt möglich, da sie nicht auf offiziellen Parteilisten kandidierten. Der politischen Wirklichkeit des späten 19. Jahrhunderts entsprechend kann man eher von Parteiströmungen oder -richtungen sprechen. Die verwendeten Parteibezeichnungen sind daher eine ideologische Einschätzung.
- FL = Freisinnige Linke (Freisinnige, Radikale, Radikaldemokraten)
- LM = Liberale Mitte (Liberale, Liberaldemokraten)
- KK = Katholisch-Konservative
- ER = Evangelische Rechte (evangelische/reformierte Konservative)
- DL = Demokratische Linke (Demokraten, Demokratische Partei)
- SP = Sozialdemokratische Partei
- BVP = Bernische Volkspartei

## Ergebnisse der Nationalratswahlen

### Kanton Aargau (10 Sitze)
| Wahlkreis | Sitze | Datum            | Wahlbe- rechtigte | Anzahl Wählende | Wahlbe- teiligung | Gewählte und Nichtgewählte                                           | Partei   | Stimmen                 | Anteil                      |
| --------- | ----- | ---------------- | ----------------- | --------------- | ----------------- | -------------------------------------------------------------------- | -------- | ----------------------- | --------------------------- |
| Nr. 38    | 3     | 26. Oktober 1890 | 9 848             | 8 540           | 86,7 %            | Arnold Künzli Jakob Lüthy Erwin Kurz                                 | FL FL    | 7 704 7 503 7 449       | 95,1 % 92,7 % 92,0 %        |
| Nr. 39    | 3     | 26. Oktober 1890 | 11 071            | 9 455           | 85,4 %            | Max Alphonse Erismann Hans Riniker Olivier Zschokke Peter Emil Isler | FL FL LM | 8 579 8 472 4 655 4 430 | 93,8 % 92,7 % 50,9 % 48,4 % |
| Nr. 40    | 1     | 26. Oktober 1890 | 5 544             | 4 479           | 80,8 %            | Robert Weissenbach Beat Keller                                       | KK FL    | 2 340 1 480             | 55,4 % 34,0 %               |
| Nr. 41    | 3     | 26. Oktober 1890 | 13 094            | 10 970          | 83,8 %            | Emil Albert Baldinger Emil Welti Albert Ursprung Martin Vogler       | LM LM FL | 9 620 7 791 7 352 4 554 | 93,5 % 75,7 % 71,4 % 44,2 % |
| Nr. 41    | 3     | 18. Januar 1891  | 13 094            | 10 057          | 76,8 %            | Martin Vogler Franz Xaver Widmer                                     | FL KK    | 5 738 4 319             | 57,0 % 42,9 %               |

### Kanton Appenzell Ausserrhoden (3 Sitze)
| Wahlkreis | Sitze | Datum            | Wahlbe- rechtigte | Anzahl Wählende | Wahlbe- teiligung | Gewählte und Nichtgewählte                                               | Partei   | Stimmen           | Anteil               |
| --------- | ----- | ---------------- | ----------------- | --------------- | ----------------- | ------------------------------------------------------------------------ | -------- | ----------------- | -------------------- |
| Nr. 28    | 3     | 26. Oktober 1890 | 12 560            | 9 602           | 76,4 %            | Johannes Zuberbühler Johann Conrad Sonderegger Johann Jakob Sturzenegger | LM FL LM | 8 002 7 816 7 500 | 95,3 % 93,1 % 89,3 % |

### Kanton Appenzell Innerrhoden (1 Sitz)
| Wahlkreis | Sitze | Datum                           | Wahlbe- rechtigte | Anzahl Wählende | Wahlbe- teiligung | Gewählte und Nichtgewählte              | Partei | Stimmen     | Anteil        |
| --------- | ----- | ------------------------------- | ----------------- | --------------- | ----------------- | --------------------------------------- | ------ | ----------- | ------------- |
| Nr. 29    | 1     | 26. Oktober 1890                | 3 223             | 2 009           | 62,3 %            | J. B. E. Dähler Karl Justin Sonderegger | KK LM  | 0 995 0 936 | 49,5 % 46,5 % |
| Nr. 29    | 1     | 13. November 1890 (2. Wahlgang) | 3 108             | 2 446           | 78,7 %            | J. B. E. Dähler Karl Justin Sonderegger | KK LM  | 1 274 1 108 | 52,0 % 45,2 % |

### Kanton Basel-Landschaft (3 Sitze)
| Wahlkreis | Sitze | Datum            | Wahlbe- rechtigte | Anzahl Wählende | Wahlbe- teiligung | Gewählte und Nichtgewählte                                                | Partei   | Stimmen                       | Anteil                             |
| --------- | ----- | ---------------- | ----------------- | --------------- | ----------------- | ------------------------------------------------------------------------- | -------- | ----------------------------- | ---------------------------------- |
| Nr. 26    | 3     | 26. Oktober 1890 | 11 575            | 7 891           | 68,2 %            | Emil Frey Jakob Buser Ambrosius Rosenmund Johannes Suter Stephan Gschwind | FL FL SP | 7 059 4 868 4 459 2 684 2 382 | 90,6 % 62,5 % 57,2 % 34,4 % 30,5 % |
| Nr. 26    | 3     | 1. Februar 1891  | 11 500            | 5 972           | 51,9 %            | Johannes Suter Rudolf Riggenbach                                          | FL FL    | 3 851 2 121                   | 64,4 % 35,5 %                      |

### Kanton Basel-Stadt (4 Sitze)
| Wahlkreis | Sitze | Datum                          | Wahlbe- rechtigte | Anzahl Wählende | Wahlbe- teiligung | Gewählte und Nichtgewählte                                                                      | Partei      | Stimmen                             | Anteil                                    |
| --------- | ----- | ------------------------------ | ----------------- | --------------- | ----------------- | ----------------------------------------------------------------------------------------------- | ----------- | ----------------------------------- | ----------------------------------------- |
| Nr. 25    | 4     | 26. Oktober 1890               | 12 209            | 7 011           | 57,4 %            | Paul Speiser Ernst Brenner Eduard Eckenstein Hermann Kinkelin Rudolf Sarasin Eugen Wullschleger | LM FL ER SP | 6 140 5 750 4 818 3 047 2 707 2 169 | 87,8 % 82,2 % 68,9 % 43,6 % 38,7 % 31,0 % |
| Nr. 25    | 4     | 9. November 1890 (2. Wahlgang) | 12 209            | 5 526           | 45,3 %            | Hermann Kinkelin Rudolf Sarasin                                                                 | FL ER       | 2 790 2 681                         | 50,5 % 48,5 %                             |

### Kanton Bern (27 Sitze)
| Wahlkreis | Sitze | Datum                          | Wahlbe- rechtigte | Anzahl Wählende | Wahlbe- teiligung | Gewählte und Nichtgewählte | Partei           | Stimmen                                               | Anteil                                                         |
| --------- | ----- | ------------------------------ | ----------------- | --------------- | ----------------- | --- | ---------------- | ----------------------------------------------------- | -------------------------------------------------------------- |
| Nr. 5     | 5     | 26. Oktober 1890               | 20 225            | 8 500           | 42,0 %            | Matthäus Zurbuchen Arnold Gottlieb Bühler Johann Zürcher Johann Jakob Rebmann Carl Samuel Zyro                                                   | FL FL            | 6 713 6 626 6 474 6 327 6 265                         | 89,1 % 87,9 % 85,9 % 83,9 % 83,1 %                             |
| Nr. 6     | 5     | 26. Oktober 1890               | 21 288            | 9 197           | 43,2 %            | Karl Stämpfli Eduard Müller Johann Jakob Hauser Rudolf Brunner Johann Jenny Edmund von Steiger Ernst Wyss Alexander Reichel Friedrich Siebenmann | FL FL ER SP      | 6 826 6 587 6 361 5 500 4 336 3 081 2 438 1 493 1 341 | 77,5 % 74,8 % 72,3 % 62,4 % 49,3 % 35,0 % 27,7 % 17,0 % 15,2 % |
| Nr. 6     | 5     | 2. November 1890 (2. Wahlgang) | 21 300            | 8 974           | 42,1 %            | Johann Jenny Edmund von Steiger | FL ER            | 5 783 3 017                                           | 65,5 % 34,2 %                                                  |
| Nr. 7     | 4     | 26. Oktober 1890               | 15 594            | 4 978           | 31,9 %            | Fritz Bühlmann Adolf Müller Gottfried Joost Gottlieb Berger                                                                                      | FL FL            | 3 871 3 820 3 795 3 653                               | 95,1 % 93,9 % 93,3 % 89,8 %                                    |
| Nr. 8     | 4     | 26. Oktober 1890               | 17 437            | 9 553           | 54,8 %            | Ulrich Burkhalter Ernst August Grieb Jakob Adolf Roth Gottfried Bangerter Johannes Schär Johannes Egger Otto Bichsel                             | BVP FL LM FL BVP | 7 762 5 323 5 198 4 916 3 308 2 939 2 665             | 88,6 % 60,7 % 59,3 % 56,1 % 37,7 % 33,5 % 30,4 %               |
| Nr. 9     | 4     | 26. Oktober 1890               | 14 269            | 5 306           | 37,2 %            | Eduard Bähler Eduard Marti Johannes Zimmermann Rudolf Häni Hans Mettier                                                                          | FL FL SP         | 4 659 4 579 4 544 3 226 1 664                         | 93,4 % 91,8 % 91,1 % 64,7 % 33,4 %                             |
| Nr. 10    | 3     | 26. Oktober 1890               | 11 842            | 6 304           | 53,2 %            | Pierre Jolissaint Joseph Stockmar Albert Gobat Auguste Agassiz Auguste Moschard Elsässer Frédéric Gehrig                                         | FL FL ER KK SP   | 4 061 3 951 3 542 2 116 1 718 1 533 0 572             | 66,7 % 64,8 % 58,1 % 34,7 % 28,2 % 25,2 % 09,4 %               |
| Nr. 11    | 2     | 26. Oktober 1890               | 11 631            | 9 486           | 81,6 %            | Joseph Choquard Henri Cuenat Casimir Folletête Émile Boéchat                                                                                     | KK FL KK FL      | 4 917 4 709 4 446 4 432                               | 52,5 % 50,2 % 47,4 % 47,3 %                                    |

### Kanton Freiburg (6 Sitze)
| Wahlkreis | Sitze | Datum            | Wahlbe- rechtigte | Anzahl Wählende | Wahlbe- teiligung | Gewählte und Nichtgewählte                                   | Partei   | Stimmen           | Anteil               |
| --------- | ----- | ---------------- | ----------------- | --------------- | ----------------- | ------------------------------------------------------------ | -------- | ----------------- | -------------------- |
| Nr. 21    | 2     | 26. Oktober 1890 | 8 863             | 7 989           | 90,1 %            | Friedrich Abraham Stock Georges Python Louis-Auguste Marmier | FL KK FL | 7 570 4 117 3 717 | 95,6 % 52,0 % 46,9 % |
| Nr. 22    | 2     | 26. Oktober 1890 | 9 825             | 5 943           | 60,5 %            | Paul Aeby Louis de Wuilleret                                 | KK KK    | 5 282 4 756       | 96,7 % 87,0 %        |
| Nr. 23    | 2     | 26. Oktober 1890 | 10 330            | 6 117           | 59,2 %            | Louis Grand Alphonse Théraulaz                               | KK KK    | 5 447 5 393       | 94,6 % 93,7 %        |

### Kanton Genf (5 Sitze)
| Wahlkreis | Sitze | Datum                           | Wahlbe- rechtigte | Anzahl Wählende | Wahlbe- teiligung | Gewählte und Nichtgewählte | Partei                | Stimmen                                                        | Anteil                                                         |
| --------- | ----- | ------------------------------- | ----------------- | --------------- | ----------------- | --- | --------------------- | -------------------------------------------------------------- | -------------------------------------------------------------- |
| Nr. 52    | 5     | 26. Oktober 1890                | 18 932            | 11 415          | 60,3 %            | Adrien Lachenal Eugène Richard Gustave Ador Jean-Etienne Dufour Georges Favon François Perréard Adolphe Galopin Louis Jaquemot Étienne Patru | FL LM FL LM FL sonst. | 10 104 09 342 05 848 05 707 05 639 05 211 05 127 04 872 01 459 | 89,0 % 82,3 % 51,5 % 50,2 % 49,6 % 46,3 % 45,1 % 42,9 % 12,8 % |
| Nr. 52    | 5     | 16. November 1890 (2. Wahlgang) | 19 097            | 6 021           | 31,5 %            | Georges Favon | FL                    | 05 238                                                         | 86,9 %                                                         |

### Kanton Glarus (2 Sitze)
| Wahlkreis | Anzahl Sitze | Datum            | Wahlbe- rechtigte | Anzahl Wählende | Wahlbe- teiligung | Gewählte und Nichtgewählte      | Partei | Stimmen     | Anteil        |
| --------- | ------------ | ---------------- | ----------------- | --------------- | ----------------- | ------------------------------- | ------ | ----------- | ------------- |
| Nr. 19    | 2            | 26. Oktober 1890 | 8 236             | 4 988           | 60,6 %            | Kaspar Schindler Rudolf Gallati | DL LM  | 4 332 4 039 | 91,8 % 85,6 % |

### Kanton Graubünden (5 Sitze)
| Wahlkreis | Sitze | Datum            | Wahlbe- rechtigte | Anzahl Wählende | Wahlbe- teiligung | Gewählte und Nichtgewählte                           | Partei   | Stimmen           | Anteil               |
| --------- | ----- | ---------------- | ----------------- | --------------- | ----------------- | ---------------------------------------------------- | -------- | ----------------- | -------------------- |
| Nr. 35    | 2     | 26. Oktober 1890 | 9 899             | 7 063           | 71,4 %            | Peter Theophil Bühler Matthäus Risch Luzius Raschein | LM DL FL | 6 342 3 880 3 434 | 89,7 % 54,9 % 48,6 % |
| Nr. 36    | 2     | 26. Oktober 1890 | 8 194             | 6 460           | 78,8 %            | Caspar Decurtins Johann Schmid Anton Steinhauser     | KK KK FL | 4 411 4 219 2 941 | 68,2 % 65,3 % 45,5 % |
| Nr. 37    | 1     | 26. Oktober 1890 | 4 027             | 1 876           | 46,6 %            | Andrea Bezzola                                       | FL       | 1 723             | 91,8 %               |

### Kanton Luzern (7 Sitze)
| Wahlkreis | Sitze | Datum            | Wahlbe- rechtigte | Anzahl Wählende | Wahlbe- teiligung | Gewählte und Nichtgewählte                | Partei | Stimmen           | Anteil               |
| --------- | ----- | ---------------- | ----------------- | --------------- | ----------------- | ----------------------------------------- | ------ | ----------------- | -------------------- |
| Nr. 12    | 2     | 26. Oktober 1890 | 10 036            | 3 616           | 35,9 %            | Josef Vonmatt Friedrich Wüest             | FL FL  | 3 156 3 048       | 95,0 % 91,8 %        |
| Nr. 13    | 3     | 26. Oktober 1890 | 12 420            | 5 395           | 43,4 %            | Candid Hochstrasser Josef Zemp Josef Erni | KK KK  | 4 871 4 869 4 863 | 95,3 % 95,3 % 95,1 % |
| Nr. 14    | 2     | 26. Oktober 1890 | 8 904             | 4 081           | 45,8 %            | Franz Xaver Beck Josef Anton Schobinger   | KK KK  | 3 551 3 466       | 95,8 % 93,5 %        |

### Kanton Neuenburg (5 Sitze)
| Wahlkreis | Sitze | Datum            | Wahlbe- rechtigte | Anzahl Wählende | Wahlbe- teiligung | Gewählte und Nichtgewählte | Partei      | Stimmen                                                 | Anteil                                                  |
| --------- | ----- | ---------------- | ----------------- | --------------- | ----------------- | --- | ----------- | ------------------------------------------------------- | ------------------------------------------------------- |
| Nr. 51    | 5     | 26. Oktober 1890 | 25 025            | 14 557          | 58,2 %            | Numa Droz Robert Comtesse Arnold Grosjean Charles-Émile Tissot Alfred Jeanhenry Édouard Perrochet Louis Amiet Pierre Coullery | FL FL LM SP | 13 367 13 207 08 265 08 215 08 199 06 334 05 994 05 973 | 91,8 % 90,7 % 56,7 % 56,4 % 56,3 % 43,5 % 41,1 % 41,0 % |
| Nr. 51    | 5     | 15. März 1891    | 25 025            | 9 023           | 36,1 %            | Louis-Alexandre Martin | FL          | 08 586                                                  | 95,1 %                                                  |

### Kanton Nidwalden (1 Sitz)
| Wahlkreis | Sitze | Datum            | Wahlbe- rechtigte | Anzahl Wählende | Wahlbe- teiligung | Gewählte und Nichtgewählte          | Partei | Stimmen | Anteil        |
| --------- | ----- | ---------------- | ----------------- | --------------- | ----------------- | ----------------------------------- | ------ | ------- | ------------- |
| Nr. 18    | 1     | 26. Oktober 1890 | 2 875             | 1 216           | 42,3 %            | Hans von Matt sr. Valentin Blättler | KK FL  | 967 136 | 82,0 % 11,5 % |

### Kanton Obwalden (1 Sitz)
| Wahlkreis | Anzahl Sitze | Datum            | Wahlbe- rechtigte | Anzahl Wählende | Wahlbe- teiligung | Gewählte und Nichtgewählte       | Partei | Stimmen     | Anteil        |
| --------- | ------------ | ---------------- | ----------------- | --------------- | ----------------- | -------------------------------- | ------ | ----------- | ------------- |
| Nr. 17    | 1            | 26. Oktober 1890 | 3 678             | 3 309           | 90,0 %            | Peter Anton Ming Nikolaus Durrer | KK LM  | 1 741 1 526 | 52,9 % 46,4 % |

### Kanton Schaffhausen (2 Sitze)
| Wahlkreis | Sitze | Datum            | Wahlbe- rechtigte | Anzahl Wählende | Wahlbe- teiligung | Gewählte und Nichtgewählte     | Partei | Stimmen     | Anteil        |
| --------- | ----- | ---------------- | ----------------- | --------------- | ----------------- | ------------------------------ | ------ | ----------- | ------------- |
| Nr. 27    | 2     | 26. Oktober 1890 | 8 014             | 7 557           | 94,3 %            | Wilhelm Joos Robert Grieshaber | DL FL  | 6 363 6 351 | 95,5 % 95,3 % |

### Kanton Schwyz (3 Sitze)
| Wahlkreis | Sitze | Datum            | Wahlbe- rechtigte | Anzahl Wählende | Wahlbe- teiligung | Gewählte und Nichtgewählte                                                  | Partei   | Stimmen                 | Anteil                      |
| --------- | ----- | ---------------- | ----------------- | --------------- | ----------------- | --------------------------------------------------------------------------- | -------- | ----------------------- | --------------------------- |
| Nr. 16    | 3     | 26. Oktober 1890 | 12 183            | 4 335           | 35,6 %            | Vital Schwander sr. Nikolaus Benziger Fridolin Holdener Friedrich Schreiber | KK KK SP | 3 623 3 564 3 250 0 967 | 84,1 % 82,8 % 75,5 % 22,4 % |

### Kanton Solothurn (4 Sitze)
| Wahlkreis | Sitze | Datum            | Wahlbe- rechtigte | Anzahl Wählende | Wahlbe- teiligung | Gewählte und Nichtgewählte                                                                       | Partei         | Stimmen                                          | Anteil                                           |
| --------- | ----- | ---------------- | ----------------- | --------------- | ----------------- | ------------------------------------------------------------------------------------------------ | -------------- | ------------------------------------------------ | ------------------------------------------------ |
| Nr. 24    | 4     | 26. Oktober 1890 | 18 474            | 13 127          | 71,1 %            | Josef Gisi Bernhard Hammer Wilhelm Vigier Albert Brosi Fridolin Roth August Hirt Wilhelm Fürholz | FL LM FL KK SP | 12 068 09 216 08 676 08 418 04 710 04 270 03 504 | 91,9 % 70,2 % 66,0 % 64,1 % 35,8 % 32,5 % 26,6 % |

### Kanton St. Gallen (11 Sitze)
| Wahlkreis | Sitze | Datum                          | Wahlbe- rechtigte | Anzahl Wählende | Wahlbe- teiligung | Gewählte und Nichtgewählte                                                             | Partei      | Stimmen                       | Anteil                             |
| --------- | ----- | ------------------------------ | ----------------- | --------------- | ----------------- | -------------------------------------------------------------------------------------- | ----------- | ----------------------------- | ---------------------------------- |
| Nr. 30    | 2     | 26. Oktober 1890               | 7 800             | 6 697           | 85,9 %            | Johannes Blumer-Egloff J. A. Scherrer-Füllemann Ferdinand Curti                        | FL DL FL    | 6 142 3 514 2 667             | 94,1 % 53,8 % 40,8 %               |
| Nr. 31    | 2     | 26. Oktober 1890               | 10 829            | 8 258           | 76,3 %            | Johann Gebhard Lutz Christoph Tobler Wilhelm Schachtler                                | KK ER FL    | 7 216 4 753 3 222             | 89,4 % 58,9 % 39,9 %               |
| Nr. 32    | 2     | 26. Oktober 1890               | 9 529             | 7 314           | 72,1 %            | Wilhelm Good Johann Baptist Schubiger Emil Schubiger                                   | KK KK FL    | 5 989 3 802 2 996             | 83,5 % 53,0 % 41,7 %               |
| Nr. 33    | 3     | 26. Oktober 1890               | 14 419            | 11 494          | 79,7 %            | Johann Georg Berlinger Carl Hilty Gallus August Suter Carl Theodor Curti Jakob Mettler | FL FL DL FL | 9 615 7 683 5 616 5 612 3 067 | 85,4 % 68,2 % 49,8 % 49,8 % 27,2 % |
| Nr. 33    | 3     | 9. November 1890 (2. Wahlgang) | 14 400            | 11 776          | 81,8 %            | Gallus August Suter Eduard Steiger                                                     | FL DL       | 5 836 5 692                   | 50,1 % 48,8 %                      |
| Nr. 33    | 3     | 25. Januar 1891 (3. Wahlgang)  | 14 400            | 11 214          | 77,9 %            | Eduard Steiger Gallus August Suter                                                     | DL FL       | 5 693 5 521                   | 50,7 % 49,2 %                      |
| Nr. 34    | 2     | 26. Oktober 1890               | 9 248             | 7 510           | 81,2 %            | Johann Joseph Keel Othmar Staub Hugo Hungerbühler                                      | KK KK FL    | 5 832 5 767 1 509             | 80,6 % 79,7 % 20,8 %               |

### Kanton Tessin (6 Sitze)
| Wahlkreis | Sitze | Datum            | Wahlbe- rechtigte | Anzahl Wählende | Wahlbe- teiligung | Gewählte und Nichtgewählte                                                                                                  | Partei   | Stimmen                                         | Anteil                                                  |
| --------- | ----- | ---------------- | ----------------- | --------------- | ----------------- | --- | -------- | ----------------------------------------------- | ------------------------------------------------------- |
| Nr. 43    | 2     | 26. Oktober 1890 | 11 230            | 7 067           | 62,9 %            | Costantino Bernasconi Leone de Stoppani Agostino Soldati Giuseppe Fortini                                                   | FL FL KK | 4 033 3 984 3 015 3 010                         | 57,0 % 56,3 % 42,6 % 42,5 %                             |
| Nr. 44    | 4     | 26. Oktober 1890 | 27 320            | 14 837          | 54,3 %            | Filippo Bonzanigo Giuseppe Volonterio Ignazio Polar Agostino Gatti Giuseppe Pedroli Curzio Curti Rinaldo Simen Plinio Bolla | KK KK FL | 8 622 8 560 8 508 8 498 6 175 6 126 6 088 6 060 | 58,1 % 57,6 % 57,3 % 57,2 % 41,6 % 41,2 % 41,0 % 40,8 % |

### Kanton Thurgau (5 Sitze)
| Wahlkreis | Sitze | Datum            | Wahlbe- rechtigte | Anzahl Wählende | Wahlbe- teiligung | Gewählte und Nichtgewählte | Partei            | Stimmen                                          | Anteil                                           |
| --------- | ----- | ---------------- | ----------------- | --------------- | ----------------- | --- | ----------------- | ------------------------------------------------ | ------------------------------------------------ |
| Nr. 42    | 5     | 26. Oktober 1890 | 24 077            | 18 171          | 75,5 %            | Karl Alfred Fehr Friedrich Heinrich Häberlin Gustav Merkle Jakob Huldreich Bachmann Josef Anton Koch Alfons von Streng Theodor Ammann | FL FL LM DL KK DL | 17 554 17 307 15 840 15 557 09 707 08 618 02 383 | 96,6 % 95,2 % 87,1 % 85,6 % 53,4 % 47,4 % 13,1 % |

### Kanton Uri (1 Sitz)
| Wahlkreis | Sitze | Datum            | Wahlbe- rechtigte | Anzahl Wählende | Wahlbe- teiligung | Gewählte und Nichtgewählte | Partei | Stimmen | Anteil |
| --------- | ----- | ---------------- | ----------------- | --------------- | ----------------- | -------------------------- | ------ | ------- | ------ |
| Nr. 15    | 1     | 26. Oktober 1890 | 4 117             | 2 858           | 69,4 %            | Franz Schmid               | KK     | 2 013   | 78,8 % |

### Kanton Waadt (12 Sitze)
| Wahlkreis | Sitze | Datum                          | Wahlbe- rechtigte | Anzahl Wählende | Wahlbe- teiligung | Gewählte und Nichtgewählte | Partei      | Stimmen                                         | Anteil                                                  |
| --------- | ----- | ------------------------------ | ----------------- | --------------- | ----------------- | --- | ----------- | ----------------------------------------------- | ------------------------------------------------------- |
| Nr. 45    | 5     | 26. Oktober 1890               | 25 414            | 11 985          | 47,2 %            | Louis Ruchonnet Charles-Eugène Fonjallaz Eugène Ruffy Louis Chausson Louis Paschoud Charles Boiceau Paul Cérésole Aloys Fauquez | FL FL LM SP | 8 210 7 262 6 795 6 479 5 364 5 187 5 183 2 167 | 69,7 % 61,6 % 57,7 % 55,0 % 45,5 % 44,0 % 44,0 % 18,4 % |
| Nr. 45    | 5     | 2. November 1890 (2. Wahlgang) | 25 414            | 13 021          | 51,2 %            | Louis Paschoud Charles Boiceau                                                                                                  | FL LM       | 6 661 6 247                                     | 51,1 % 47,9 %                                           |
| Nr. 45    | 5     | 25. Januar 1891                | 26 123            | 13 943          | 53,4 %            | Francis Pernoux Paul Cérésole                                                                                                   | FL LM       | 6 999 6 827                                     | 50,1 % 48,9 %                                           |
| Nr. 46    | 4     | 26. Oktober 1890               | 20 958            | 8 365           | 39,9 %            | Jacques-François Viquerat Louis Déglon Jean Cavat Ami Campiche                                                                  | FL FL       | 7 975 7 316 7 288 7 251                         | 96,5 % 88,6 % 88,2 % 87,8 %                             |
| Nr. 47    | 3     | 26. Oktober 1890               | 15 212            | 5 156           | 33,9 %            | Adrien Thélin Charles Baud Jules Colomb                                                                                         | FL FL       | 4 846 4 634 4 623                               | 96,1 % 91,9 % 91,6 %                                    |

### Kanton Wallis (5 Sitze)
| Wahlkreis | Sitze | Datum                          | Wahlbe- rechtigte | Anzahl Wählende | Wahlbe- teiligung | Gewählte und Nichtgewählte                                      | Partei   | Stimmen                 | Anteil                      |
| --------- | ----- | ------------------------------ | ----------------- | --------------- | ----------------- | --------------------------------------------------------------- | -------- | ----------------------- | --------------------------- |
| Nr. 48    | 2     | 26. Oktober 1890               | 10 216            | 5 925           | 58,0 %            | Hans Anton von Roten Victor de Chastonay                        | KK KK    | 5 840 5 663             | 99,2 % 96,2 %               |
| Nr. 49    | 1     | 26. Oktober 1890               | 5 771             | 3 334           | 57,8 %            | Joseph Kuntschen sr.                                            | KK       | 3 029                   | 91,6 %                      |
| Nr. 50    | 2     | 26. Oktober 1890               | 11 214            | 9 263           | 82,6 %            | Émile Gaillard Charles de Werra Achille Chappaz François Contat | FL KK FL | 4 755 4 599 4 582 4 554 | 51,3 % 49,6 % 49,4 % 49,1 % |
| Nr. 50    | 2     | 9. November 1890 (2. Wahlgang) | 11 326            | 10 047          | 88,7 %            | Charles de Werra François Contat                                | KK FL    | 5 299 4 728             | 52,9 % 47,1 %               |

### Kanton Zug (1 Sitz)
| Wahlkreis | Sitze | Datum            | Wahlbe- rechtigte | Anzahl Wählende | Wahlbe- teiligung | Gewählte und Nichtgewählte | Partei | Stimmen     | Anteil        |
| --------- | ----- | ---------------- | ----------------- | --------------- | ----------------- | -------------------------- | ------ | ----------- | ------------- |
| Nr. 20    | 1     | 26. Oktober 1890 | 5 771             | 3 389           | 58,7 %            | Franz Hediger Karl Zürcher | KK FL  | 1 626 1 573 | 50,7 % 49,1 % |

### Kanton Zürich (17 Sitze)
| Wahlkreis | Sitze | Datum                           | Wahlbe- rechtigte | Anzahl Wählende | Wahlbe- teiligung | Gewählte und Nichtgewählte | Partei                     | Stimmen                                                               | Anteil                                                                |
| --------- | ----- | ------------------------------- | ----------------- | --------------- | ----------------- | --- | -------------------------- | --------------------------------------------------------------------- | --------------------------------------------------------------------- |
| Nr. 1     | 6     | 26. Oktober 1890                | 26 998            | 20 154          | 74,6 %            | Conrad Cramer-Frey Arnold Bürkli Johann Jakob Schäppi Carl Theodor Curti Hans Konrad Pestalozzi Jakob Vogelsanger Emil Frey Johannes Ringger Johann Huber Robert Seidel | LM LM DL LM SP LM DL LM SP | 16 380 16 298 15 562 09 534 08 859 08 417 08 336 07 765 07 235 02 479 | 92,6 % 92,1 % 87,9 % 53,9 % 50,0 % 47,5 % 47,1 % 43,8 % 40,8 % 14,0 % |
| Nr. 1     | 6     | 9. November 1890 (2. Wahlgang)  | 27 000            | 20 558          | 76,1 %            | Emil Frey Jakob Vogelsanger | LM SP                      | 09 508 09 462                                                         | 49,7 % 49,5 %                                                         |
| Nr. 1     | 6     | 23. November 1890 (3. Wahlgang) | 27 000            | 21 940          | 81,3 %            | Jakob Vogelsanger Emil Frey | SP LM                      | 11 964 09 976                                                         | 54,5 % 45,4 %                                                         |
| Nr. 2     | 4     | 26. Oktober 1890                | 20 279            | 15 109          | 74,5 %            | Johann Heinrich Bühler-Honegger Johann Jakob Keller Johann Jakob Abegg Johannes Eschmann Heinrich Scherrer                                                              | LM DL LM SP                | 10 522 10 475 10 334 08 841 01 891                                    | 92,4 % 91,9 % 90,7 % 77,6 % 16,6 %                                    |
| Nr. 3     | 4     | 26. Oktober 1890                | 20 111            | 15 324          | 76,2 %            | Rudolf Geilinger Ludwig Forrer Johannes Stössel Albert Locher | DL DL                      | 09 208 09 163 09 064 08 999                                           | 95,3 % 94,8 % 93,8 % 93,1 %                                           |
| Nr. 4     | 3     | 26. Oktober 1890                | 12 421            | 10 126          | 81,5 %            | Friedrich Scheuchzer Johannes Moser Heinrich Steinemann Johann Jakob Sulzer                                                                                             | DL DL LM DL                | 07 189 07 072 03 927 03 486                                           | 94,3 % 92,8 % 51,5 % 45,7 %                                           |

## Ersatzwahlen bis 1893
Aufgrund von Vakanzen während der darauf folgenden 15. Legislaturperiode fanden in 15 Wahlkreisen ebenso viele Ersatzwahlen statt.
| Wahlkreis / Kanton | Ersatz für                | Datum                       | Wahlbe- rechtigte | Anzahl Wählende | Wahlbe- teiligung | Gewählte und Nichtgewählte                        | Partei   | Stimmen              | Anteil               |
| ------------------ | ------------------------- | --------------------------- | ----------------- | --------------- | ----------------- | ------------------------------------------------- | -------- | -------------------- | -------------------- |
| Nr. 1 (ZH)         | Arnold Bürkli             | 20. März 1892               | 28 020            | 19 646          | 70,1 %            | Ulrich Meister jr. Otto Lang Jakob Amsler         | LM SP DL | 10 347 05 600 03 584 | 52,7 % 28,5 % 18,2 % |
| Nr. 3 (ZH)         | Johannes Stössel          | 18. Oktober 1891            | 20 326            | 15 957          | 78,5 %            | Albert Kündig Heinrich Bertschinger Robert Seidel | DL LM SP | 09 339 04 523 01 985 | 58,5 % 28,3 % 12,4 % |
| Nr. 5 (BE)         | Johann Zürcher            | 5. Februar 1893             | 21 130            | 10 789          | 51,1 %            | Franz Neuhaus Johann Ritschard                    | FL FL    | 06 044 04 745        | 56,0 % 44,0 %        |
| Nr. 6 (BE)         | Johann Jakob Hauser       | 29. März 1891               | 21 300            | 10 307          | 48,4 %            | Edmund von Steiger Alexander Reichel              | ER SP    | 06 228 04 022        | 60,4 % 39,0 %        |
| Nr. 8 (BE)         | Jakob Adolf Roth          | 12. Februar 1893            | 18 480            | 9 233           | 50,0 %            | Emil Moser Johannes Schär                         | FL ER    | 05 102 03 853        | 55,3 % 41,7 %        |
| Nr. 12 (LU)        | Friedrich Wüest           | 7. Juni 1891                | 10 028            | 4 130           | 41,2 %            | Hermann Heller                                    | FL       | 03 379               | 81,8 %               |
| Nr. 13 (LU)        | Josef Zemp                | 17. Januar 1892             | 8 426             | 4 368           | 51,8 %            | Theodor Schmid                                    | KK       | 03 742               | 96,5 %               |
| Nr. 28 (AR)        | Johann Jakob Sturzenegger | 19. März 1893               | 12 311            | 8 156           | 66,2 %            | Johann Konrad Eisenhut Christian Graf             | FL FL    | 04 240 01 153        | 52,0 % 14,1 %        |
| Nr. 39 (AG)        | Hans Riniker              | 22. Januar 1893             | 11 191            | 8 194           | 73,2 %            | Emil Frey Fidel Villiger                          | FL FL    | 07 268 00 376        | 88,7 % 11,6 %        |
| Nr. 40 (AG)        | Robert Weissenbach        | 11. Juni 1893               | 5 575             | 4 072           | 73,0 %            | Jakob Nietlispach                                 | KK       | 03 746               | 92,0 %               |
| Nr. 41 (AG)        | Martin Vogler             | 3. Juli 1892                | 13 011            | 10 443          | 80,3 %            | Franz Xaver Widmer Joseph Jäger Emil Frey         | KK FL    | 04 468 02 788 01 370 | 42,8 % 26,7 % 13,1 % |
| Nr. 41 (AG)        | Martin Vogler             | 17. Juli 1892 (2. Wahlgang) | 13 011            | 10 958          | 84,2 %            | Franz Xaver Widmer Joseph Jäger                   | KK FL    | 05 230 04 391        | 47,7 % 40,1 %        |
| Nr. 41 (AG)        | Martin Vogler             | 31. Juli 1892 (3. Wahlgang) | 13 081            | 11 147          | 85,2 %            | Franz Xaver Widmer Joseph Jäger                   | KK FL    | 05 641 05 161        | 50,6 % 46,3 %        |
| Nr. 45 (VD)        | Louis Paschoud            | 12. Februar 1893            | 25 349            | 11 562          | 45,6 %            | Paul Cérésole Aloys Fauquez                       | LM SP    | 06 856 04 301        | 59,3 % 37,2 %        |
| Nr. 46 (VD)        | Ami Campiche              | 26. Juli 1891               | 20 904            | 4 997           | 23,9 %            | Émile Paillard                                    | FL       | 04 778               | 95,6 %               |
| Nr. 48 (VS)        | Victor de Chastonay       | 11. Dezember 1892           | 10 525            | 7 070           | 67,2 %            | Alfred Perrig                                     | KK       | 06 054               | 85,6 %               |
| Nr. 52 (GE)        | Adrien Lachenal           | 5. Februar 1893             | 19 290            | 11 002          | 57,0 %            | Ernest Pictet Pierre Moriaud                      | LM FL    | 05 533 05 434        | 50,4 % 49,5 %        |

## Quelle
- Erich Gruner: Die Wahlen in den Schweizerischen Nationalrat 1848–1919. Band 3. Francke Verlag, Bern 1978, ISBN 3-7720-1445-3, S. 213–224.